# Bahía de Penobscot
La bahía de Penobscot (del inglés: Penobscot Bay) es una amplia bahía localizada en la costa atlántica de los Estados Unidos, en la desembocadura del río Penobscot. Administrativamente, la bahía y las áreas próximas pertenecen al estado de Maine. Hay muchas islas en esta bahía, algunas de ellas las colonias de verano más conocidas del país. La bahía sirvió como portal durante un tiempo de la «capital maderera del mundo» (lumber capital of the world), es decir, de la ciudad de Bangor.
Lleva el nombre del principal río que la alimenta y formó parte del territorio tradicional de los indios wabanaki, en particular de la tribu penobscot (también nombrados por el río). Durante miles de años, cazaban, pescaban y recolectaban almejas y otros alimentos en la zona de la bahía. Se han encontrado en las costas de la bahía y las islas antiguos restos de sus campamentos.

## Islas de la bahía de Penobscot
- Isle au Haut
- Islesboro
- North Haven
- Vinalhaven
- isla Sears
- isla Great Spruce Head
- isla Butter
- isla Bear
- isla Nautilus
- isla Little Deer
- isla Deer (Stonington, Mountainville, Sunrise, Sunset)

## Ciudades en la bahía
En la bahía hay muchos ciudades y núcleos de población, siendo los más importantes:
- en la costa occidental: Rockland, Rockport, Camden, Lincolnville, Northport, Belfast, Searsport (Penobscot Marine Museum), Stockton Springs y Verona Island;

- en la costa oriental: Bucksport, West Penobscot, Penobscot, Castine y Harborside.